# هالي خليل
هالي بايلي خليل (قبل الزواج: هالي أوبراين، من مواليد 6 أغسطس 1992) عارضة أزياء أمريكية وحاملة لقب ملكة جمال سابقة، ظهرت عام 2018 في إصدار مجلة سبورتس اليستريتد سويم سووت ايشيوز كمتسابقة في مسابقة البحث عن عارضة سي أي 2018. باعتبارها واحدة من الفائزين في المسابقة إلى جانب كاميل كوستيك ، وتعود الظهور مرة أخرى في إصدار 2019.
قبل حياتها المهنية كنموذج، تنافست خليل في مسابقة ملكة الجمال. عندما كانت مراهقة، توجت ملكة جمال مينيسوتا تين الولايات المتحدة الأمريكية 2010 وتنافست لاحقًا في ملكة جمال تين الولايات المتحدة الأمريكية 2010. وبعد ذلك، توجت كاليل ملكة جمال مينيسوتا الولايات المتحدة الأمريكية 2014 وتصدرت في المرتبة العشرين الأولى في ملكة جمال الولايات المتحدة الأمريكية 2014

## النشأة والتعليم
ولد خليل باسم هالي أوبراين في إكسلسيور ، مينيسوتا. الطفلة الأوسط من ثلاثة. خليل له أخت كبيرة وشقيق أصغر. أرتادت جامعة ولاية كلاود في سانت سحابة ، مينيسوتا ، حيث تخرجت ملخص مع مرتبة الشرف بدرجة بكالوريوس العلوم في علم الأحياء الطبي وعلم النفس ، وقليل في كيمياء.

## حياتها الشخصية
في 8 يوليو 2015 ، تزوج خليل من من لاعبة اعتراض هجومية فريق كرة القدم الأمريكية مينيسوتا فايكنج مات خليل في حفل أقيم في كاواي، هاواي. في العام التالي، في 8 يوليو 2016 ، جددوا وعودهم في حفل رسمي مع العائلة والأصدقاء، يحتفلون بعيد الزواج.

## الروابط الخارجية
- هالي خليل على إنستغرام

| الجوائز و الإنجازات | الجوائز و الإنجازات                                        | الجوائز و الإنجازات |
| ------------------- | ---------------------------------------------------------- | ------------------- |
| سبقه فانيسا جونستون | ملكة جمال مراهقات مينيسوتا الولايات المتحدة الأمريكية 2010 | تبعه هانا كوربيت    |
| سبقه دانييل هوبر    | ملكة جمال مينيسوتا الولايات المتحدة الأمريكية 2014         | تبعه جيسيكا شو      |